# Wender
Wenderson Arruda Said, ou apenas, Wender, (Guiratinga, Mato Grosso, 17 de abril de 1975) é um ex-futebolista brasileiro que jogava como Extremo esquerdo, sendo actualmente treinador.
Passou a maior parte da sua carreira profissional em Portugal, acumulando 190 jogos na Primeira Liga e 41 golos em sete temporadas, representando na competição SC Braga, Sporting CP e Belenenses. Foi no Braga onde se mais se destacou, tendo feito parte da equipa que conquistou a Taça Intertoto 2008.
Wender terminou a carreira de futebolista em 2013 aos 38 anos, depois de passar quatro anos em Chipre repartidos por três equipas.

## Carreira como futebolista
Nascido em Guiratinga, Mato Grosso, com um avô libanês, Wender começou a jogar profissionalmente no Sport Club do Recife, tendo depois se mudado praticamente todos os anos de clube até em 1999 se mudar para Portugal para jogar na Associação Naval 1º de Maio. A sua prestação despertou a atenção do SC Braga onde jogou as próximas três temporadas, sendo figura de proa de uma equipa que consolidou o seu lugar na Primeira Liga e na Taça UEFA.
As suas prestações no Minho levaram-no a ser contratado pelo Sporting CP na época 2005–06, mas a sua pouca utilização levou a regressar a Braga, como emprestado. No final da época mudou-se de forma definitiva para o Braga.
Na época 2008–09, com a chegada de Jorge Jesus ao comando do Braga, Wender perde espaço na equipa. Apesar de participar na eliminatória da Taça Intertoto 2008 (que viria a ser conquistada pelo SC Braga), acaba sendo emprestado ainda no início da época ao Belenenses.
No final dessa época, muda-se para o Chipre, onde quatro anos mais tarde viria a terminar a carreira.

## Carreira como treinador
Wender mal terminou a carreira como jogador regressou a Braga para dar os primeiros passos como treinador, integrando as equipas técnicas dos sub-19 e equipa B do SC Braga.
Em 2016 estreia-se a liderar uma equipa técnica, na equipa sub-17 do Palmeiras Futebol Clube, equipa satélite do SC Braga.ref>Wender, a quem os jogadores do Sporting disseram: “Fogo, a nosso favor, está quieto, mas contra nós és um leão!”, tribunaexpresso.pt, 17 December 2016</ref> Na época seguinte regressa a Braga para treinar a equipa sub-17 do clube, sendo promovido em janeiro de 2018 ao comando da equipa B. A 18 de fevereiro de 2019 abandona as funções por mútuo acordo.